# رداء محكم
الرِداء المُحْكَم هو نوع من الملابس القماشية، وغالباً ما يغطي الجسم من الخصر إلى أطراف أصابع القدم بقياس محكم، ومن هنا جاء الاسم.